# Dracunculus
Dracunculus es un género con dos especies  de plantas con flores perteneciente a la familia Araceae. Es originario de Macaronesia, región del Mediterráneo hasta Turquía.
Se caracteriza por su gran espádice púrpura.

## Taxonomía
El género fue descrito por Philip Miller y publicado en The Gardeners Dictionary...Abridged...fourth edition 1754.  La especie tipo es: Dracunculus vulgaris Schott. 

## Especies
- Dracunculus canariensis
- Dracunculus vulgaris